# 銀弓縣 (蒙大拿州)
銀弓縣（英語：Silver Bow County）是美国蒙大拿州西部的一個市县合一的行政單位，面積1,862平方公里。根据2020年美國人口普查，共有人口35,133人。郡治比尤特（Butte）。銀弓縣成立於1881年，1977年市縣合併。